# Expo 2015
L'Expo 2015 (ufficialmente Esposizione Universale Milano 2015, Italia; in inglese World Exposition Milan 2015, Italy) è stata l'esposizione universale svoltasi a Milano dal 1º maggio al 31 ottobre 2015.
La tematica selezionata per l'Expo 2015 fu Nutrire il pianeta, energia per la vita e ha inteso includere tutto ciò che riguarda l'alimentazione, dall'educazione alimentare alla grave mancanza di cibo che affligge molte zone del mondo, alle tematiche legate agli OGM.
Milano fu già sede dell'Esposizione Internazionale del 1906, detta anche Esposizione internazionale del Sempione, con tema “i trasporti”.

## Storia

### Assegnazione della città organizzatrice

Logo di candidatura di Smirne

Per l'assegnazione della città organizzatrice dell'Expo 2015 si seguì il seguente processo:
- 4 maggio 2006: la Turchia consegnò al BIE il proprio dossier di candidatura per la città di Smirne. Da questo momento tutti gli altri Paesi membri ebbero sei mesi di tempo per presentare candidature alternative;
- 30 ottobre 2006: il governo italiano, con a capo Romano Prodi sottopose al BIE la lettera di candidatura di Milano;
- 3 novembre 2006: scadenza per la presentazione delle candidature per la Expo 2015. Italia e Turchia rimasero le sole due candidate;
- 19 dicembre 2006: prima presentazione dei progetti di candidatura per le due città presso la sede parigina del BIE.

Altre città che si ipotizzava avrebbero fatto richiesta per ospitare l'Expo 2015, ma che non consegnarono la documentazione necessaria presso il BIE in tempo utile (entro il 4 novembre 2006) erano tre città statunitensi: Atlanta, Las Vegas e New York ed una russa: Mosca.
La candidatura di Milano ad ospitare l'evento prese consistenza nel 2007, anno in cui Letizia Moratti, sindaco di Milano, viene nominata Commissario delegato per la predisposizione degli interventi necessari alla migliore presentazione della candidatura della città di Milano quale sede di Expo 2015 con una ordinanza del presidente del Consiglio dei Ministri del 18 ottobre 2007 n. 3623.
- Il 31 marzo 2008, durante l'Assemblea Generale presso la propria sede al Palais des congrès di Parigi, il BIE assegnò l'organizzazione della manifestazione alla città di Milano, dopo un votazione che la vide vincente contro la candidatura concorrente di Smirne con 86 voti contro 61.

La votazione e proclamazione finale avvenne il 31 marzo 2008. Dopo una prima votazione, annullata per il mancato funzionamento di alcuni dei dispositivi che permettono di esprimere il voto ai delegati dell'Ufficio Internazionale delle Esposizioni (BIE), la città di Milano si aggiudicò l'organizzazione dell'Expo 2015 per 86 voti a 65. Oltre alla città di Milano si candidava ad ospitare la manifestazione anche la città turca di Smirne con il tema "New routes to a better world/Health for all" ("Nuovi itinerari verso un mondo migliore/Salute per tutti").
- Il dossier di registrazione dell'Esposizione fu consegnato ufficialmente il 22 aprile 2010 dal delegato italiano presso il BIE, Maurizio Serra[3].
- Il dossier di candidatura fu approvato il 20 ottobre 2010 dal comitato direttivo del Bureau International des Expositions, che raccomandò la registrazione della Expo all'Assemblea Generale[4].

il 23 novembre 2010 durante l'Assemblea Generale del BIE arrivò l'ultimo e decisivo assenso per l'Expo a Milano. con la registrazione ufficiale dell'evento.

### Organizzazione

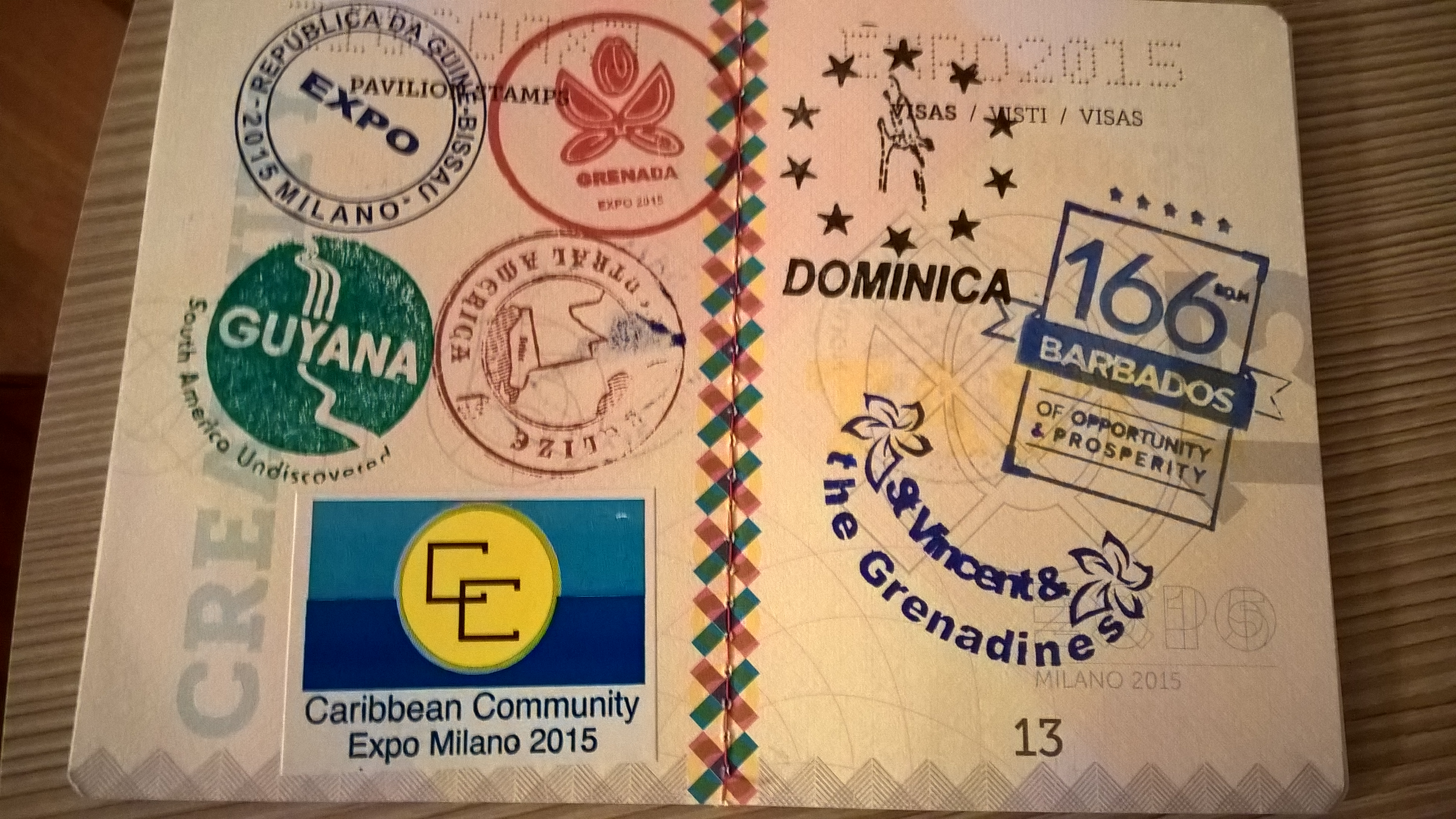
Passaporto di Expo 2015 Milano

Per superare gli ostacoli burocratici e procedurali, al sindaco Moratti, furono assegnati poteri speciali «per assicurare, nei tempi richiesti dal Bureau International des Expositions, la disponibilità delle aree che ospiteranno l'evento». 
Nel 2008 il comune di Milano, in previsione dell'Expo si dotò di un Piano di marketing territoriale 2008 per valorizzare il territorio di Milano, per sfruttarlo come occasione per "acceleratore e integratore di interventi e azioni per la Milano del prossimo decennio”, e venne finalizzato un Protocollo d’Intesa tra Provincia di Milano, Comune e associazioni di categoria di agenzie di viaggio e tour operator per lo sviluppo turistico.
Il 14 giugno 2011 Moratti, non più sindaco della città ospitante, rassegnò le dimissioni dall'incarico di Commissario per rispetto verso il nuovo sindaco Pisapia e la sua maggioranza. Come tradizione, anche durante questa edizione è stato reso disponibile ai visitatori un "passaporto" sul quale apporre i timbri di ogni padiglione.

## Tema

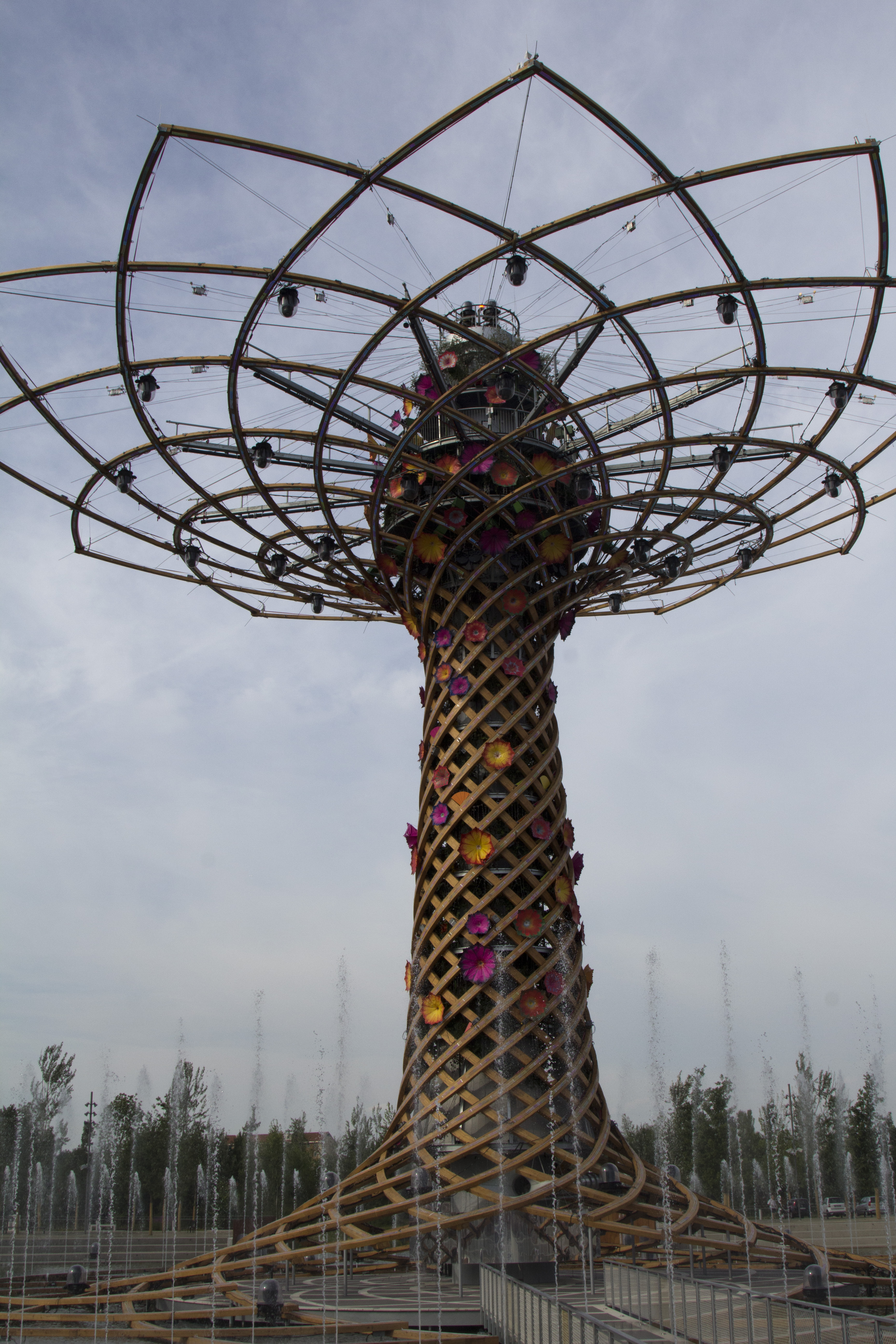
L'albero della vita, il monumento simbolo dell'EXPO 2015

Il tema scelto per l'Esposizione Universale di Milano 2015 è stato "Nutrire il pianeta, energia per la vita".
Sono state chiamate in causa le tecnologie, l'innovazione, la cultura, le tradizioni e la creatività legati al settore dell'alimentazione e del cibo. L'asse principale è stato il diritto inalienabile ad una alimentazione sana, sicura e sufficiente per tutti gli abitanti della Terra. La preoccupazione per la qualità del cibo in un mondo sempre più popolato (si calcola che nel 2050 gli abitanti della Terra saranno 9 miliardi) si accompagna a scenari di un aumento dei rischi per la quantità globale dei cibi disponibili in virtù dello sfruttamento intensivo e non sostenibile delle risorse naturali del pianeta.
Alcuni dei temi principali che ruotano attorno alla Expo sono stati:
- rafforzare la qualità e la sicurezza dell’alimentazione, cioè la sicurezza di avere cibo a sufficienza per vivere e la certezza di consumare cibo sano e acqua potabile;
- assicurare un'alimentazione sana e di qualità a tutti gli esseri umani per eliminare fame, sete, mortalità infantile e malnutrizione;
- prevenire le nuove grandi malattie sociali della nostra epoca, dall'obesità alle patologie cardiovascolari, dai tumori alle epidemie più diffuse, valorizzando le pratiche che permettono la soluzione di queste malattie;
- innovare con la ricerca, la tecnologia e l'impresa l'intera filiera alimentare, per migliorare le caratteristiche nutritive dei prodotti, la loro conservazione e distribuzione;
- educare a una corretta alimentazione per favorire nuovi stili di vita, in particolare per i bambini, gli adolescenti, i diversamente abili e gli anziani;
- valorizzare la conoscenza delle "tradizioni alimentari" come elementi culturali ed etnici;
- preservare la bio-diversità, rispettare l'ambiente in quanto eco-sistema dell'agricoltura, tutelare la qualità e la sicurezza del cibo, educare alla nutrizione per la salute e il benessere della persona;
- individuare strumenti migliori di controllo e di innovazione, a partire dalle biotecnologie che non rappresentano una minaccia per l'ambiente e la salute, per garantire la disponibilità di cibo nutriente e sano e di acqua potabile e per l'irrigazione;
- assicurare nuove fonti alimentari nelle aree del mondo dove l'agricoltura non è sviluppata o è minacciata dalla desertificazione dei terreni e delle foreste, delle siccità e dalle carestie, dall'impoverimento ittico dei fiumi e dei mari;
- il land grabbing, ovvero l'accaparramento su larga scala di terreni agricoli in paesi in via di sviluppo[14]. Questo tema non è trattato nella Carta di Milano.[15]

### Carta di Milano
Nei mesi precedenti all'Expo, è stato preparato un documento, la Carta di Milano, che elenca i principi e gli obiettivi dei firmatari riguardo al tema della nutrizione, della sostenibilità ambientale e dei diritti umani. Al termine dell'esposizione, questo documento è stato consegnato all'Organizzazione delle Nazioni Unite (ONU).

## Sito

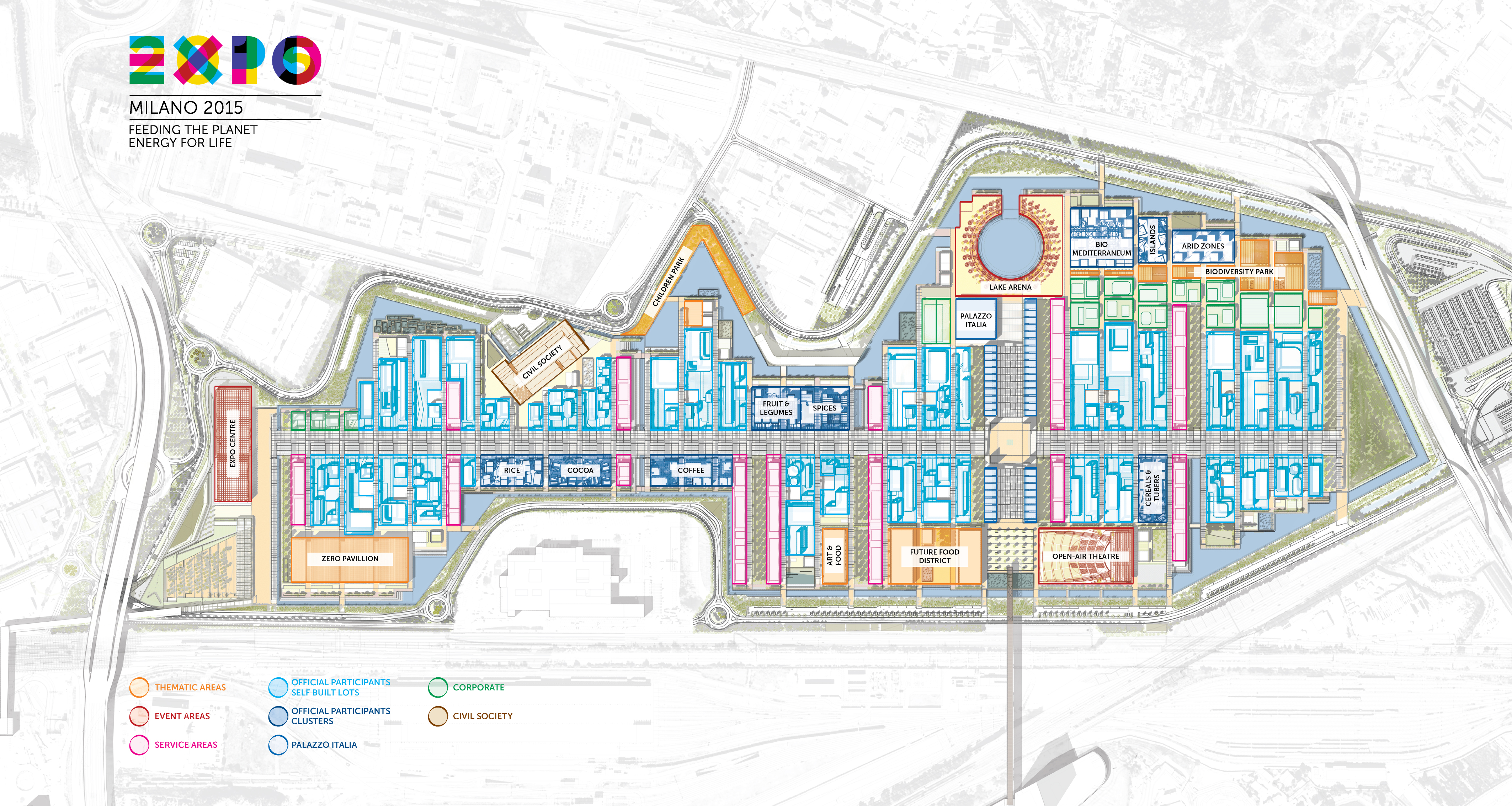
Planimetria sito dell'Expo 2015

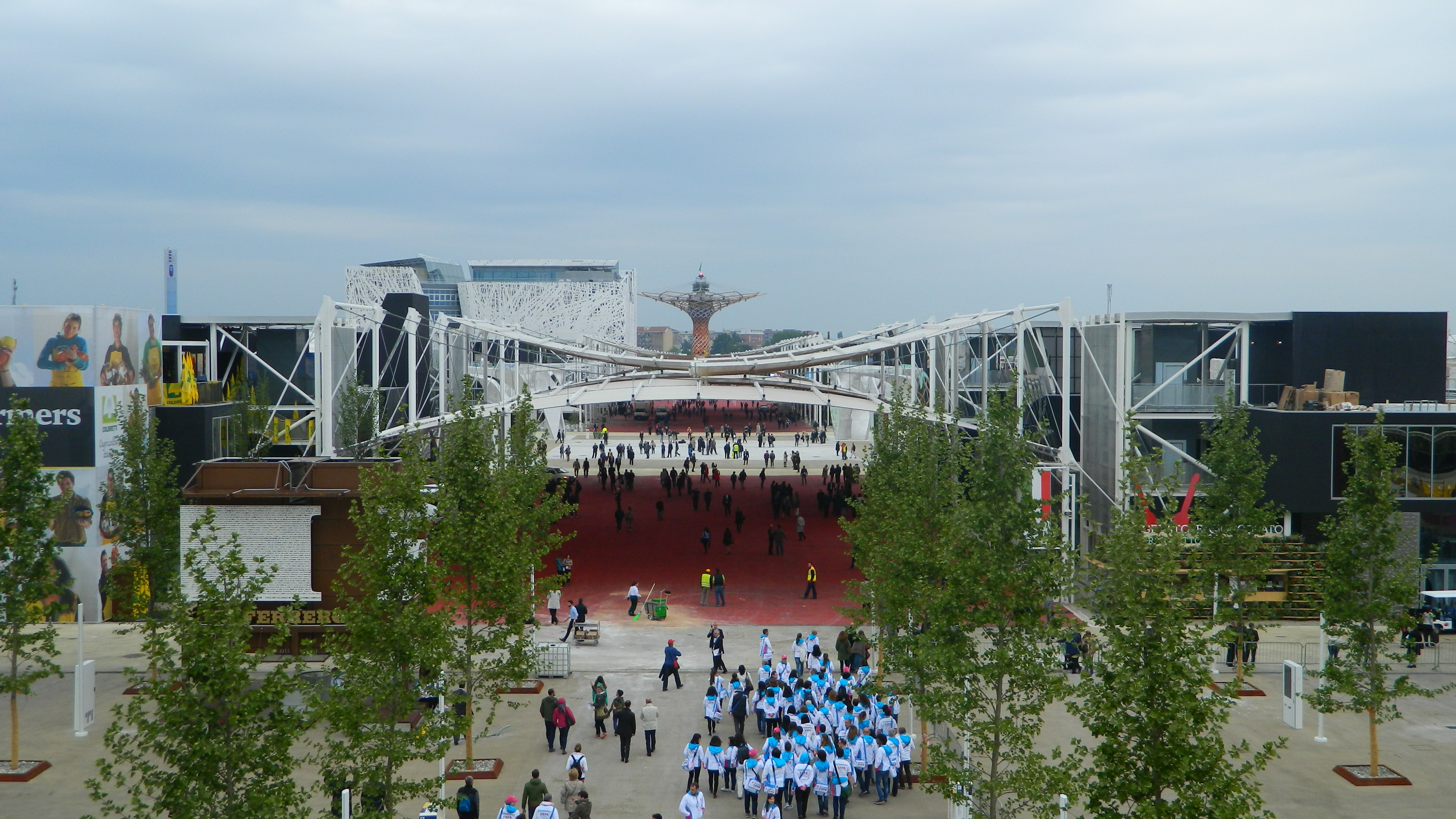
Il cardo visto dalla passerella Merlata-Expo. Sullo sfondo Palazzo Italia e l'Albero della Vita

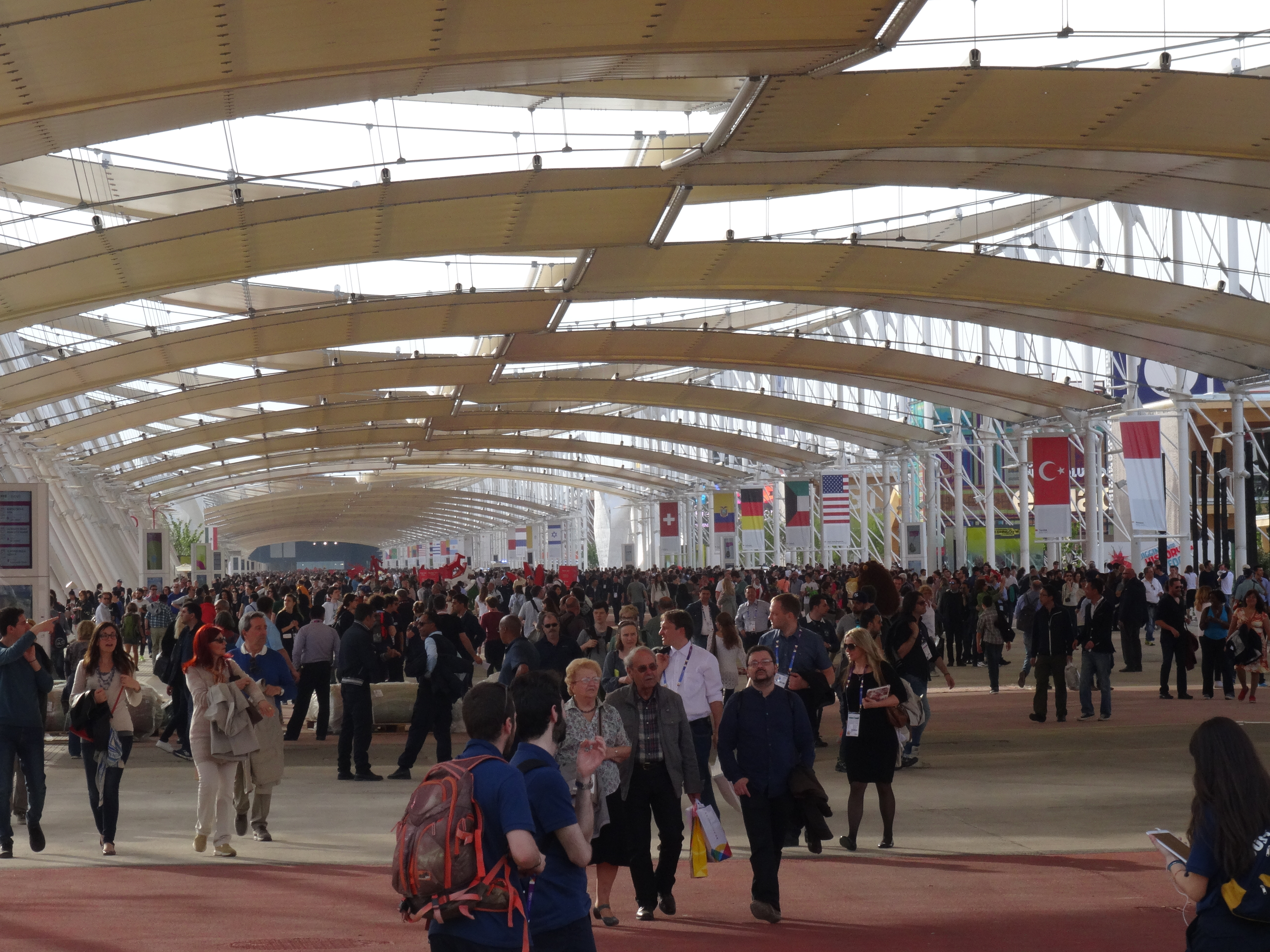
Il Decumano

L'area scelta per l'evento era nel settore nord-ovest di Milano ed era per il 90% posta nel comune del capoluogo e per il restante 10% in quello di Rho. Occupava una superficie di 110 ettari adiacente al nuovo polo espositivo di Fiera Milano. La zona fu occupata un tempo da impianti di produzione industriale e fu poi adibita sia a destinazione agricola sia per impianti di natura logistica e per servizi comunali.
L'area espositiva è stata organizzata come un'isola circondata da un canale d'acqua ed era strutturata in due assi perpendicolari che richiamano le due strade principali delle antiche città romane, il cardo e il decumano. Secondo un principio di omogeneità tutti i padiglioni dei vari Paesi del mondo si affacciavano sul grande decumano, la World Avenue, lungo 1,5 km e largo 35 metri; ai lati del cardo, lungo 350 metri, sorgevano le strutture del Padiglione Italia che ospitavano spazi dedicati alle Regioni e Province italiane, oltre che alle eccellenze del territorio. All'incrocio dei due assi si trovava la grande Piazza Italia, di 4 350 m². Palazzo Italia era affacciato sulla Lake Arena, un lago-arena di 98 metri di diametro posto al limite nord del cardo. A lato sud invece, un teatro all'aperto (Open Air Theatre "San Carlo") da circa 10 000 m² per un totale di circa 9 000 posti. Agli estremi del decumano sorgevano invece la Collina Mediterranea (82 800 m³ di volume) da un lato e l'Expo Center dall'altro, per un totale di circa 6 300 m².
L'accesso al sito è stato garantito dai seguenti ingressi:
- Fiorenza (ovest) - Collega con il polo extraurbano della Fiera di Milano dove sono presenti parcheggi e con la fermata di Rho Fieramilano della linea 1 (rossa) della metropolitana milanese che connette al centro cittadino;
- Triulza (ovest) - Adiacente al precedente, collega con la stazione ferroviaria servita da treni suburbani, regionali e ad alta velocità. Questo ingresso è inoltre collegato al percorso ciclopedonale della Via d'acqua Nord;
- Merlata (sud) - Collega all'area di Cascina Merlata ed è servito da un grande parcheggio oltre che dotato di stalli del servizio BikeMi, bike sharing del Comune di Milano;
- Roserio (est) - Inizialmente dedicato esclusivamente a taxi e bus da turismo, venne poi utilizzato anche come accesso pedonale in quanto raggiungibile via tram tramite le linee ATM n.12 e 19.

Il sito è stato inoltre parzialmente collegato alla città grazie alla Via d'Acqua Sud, un progetto che prevedeva la riqualificazione della Darsena e di tratti del Naviglio per poter collegare il centro della città alla Expo lungo un percorso in parte anche ciclo-pedonale che attraversa il parco delle Cave.
L'ideazione del sito espositivo fu affidata a progettisti di esperienza e a giovani neolaureati della Società Expo 2015 S.p.A., con il supporto di architetti di fama internazionale come Stefano Boeri, Ricky Burdett e Jacques Herzog. Questi ultimi tuttavia abbandonarono il progetto nel 2011 dopo averne criticato lo scopo e lo spreco di denaro.
La presentazione ufficiale avvenne il 26 aprile 2010 sotto il nome di Masterplan 2010. Questo masterplan, come tutte le sue versioni successive, si configurarono come revisioni di un concept plan inizialmente progettato nel 2009.

### Padiglioni tematici
All'interno del sito sono stati presenti quattro aree o padiglioni tematici ai quali va aggiunto un padiglione urbano ospitato alla Triennale di Milano. Queste aree sviluppavano i temi della nutrizione e della sostenibilità secondo differenti ambiti: l'esperienza del cibo e il futuro, il legame tra la nutrizione e l'infanzia, la possibilità di un cibo sostenibile, il rapporto tra il cibo e l'arte, la modalità di produzione del cibo.
- Padiglione Zero – Situato all'estremità ovest del sito, fungeva da portale d'accesso e introduzione alla visita. Ospitava il contributo delle Nazioni Unite e la Best Practice Area, ovvero la raccolta delle migliori esperienze ed esempi sul tema della nutrizione. Quest'ultima vedeva la presenza di 15 Best Sustainable Development Practices on Food Security (BSDP – "Migliori esperienze di sviluppo sostenibile nell'ambito della sicurezza alimentare"[20][21]). In particolare erano state selezionate le migliori esperienze in ambito:

1. gestione sostenibile delle risorse naturali
2. aumento della quantità e miglioramento della qualità dei prodotti dell'agricoltura
3. dinamiche socio-economiche e mercati globali
4. sviluppo sostenibile delle piccole comunità rurali
5. modelli di consumo alimentare: dieta, ambiente, società, economia e salute

- Parco della Biodiversità – Un grande giardino di circa 8 500 m² posto nell'area Nord e adiacente alla Lake Arena, finalizzato alla riproduzione della varietà della Vita. Includeva un teatro e due padiglioni.
- Future Food District ("Il distretto del cibo del futuro")[22] – Si componeva di un padiglione di 2.500 m² (Supermarket) e di una piazza pubblica di 4.500 m² su cui insisteva un'altra struttura (Exhibition Area). Posto nella zona sud, di fronte all'anfiteatro, trattava il tema dell'evoluzione della filiera alimentare con largo uso delle tecnologie IT e prototipi di luoghi del futuro quali una casa, un ristorante ed un supermercato, ma anche una Vertical Farm e una Algae Urban Farm.
- Children Park ("Parco dei bambini") – Realizzato in collaborazione con la città di Reggio Emilia, occupava un'area esterna al perimetro del canale ed è pensata come area ludica, ricreativa ed educativa per bambini e famiglie.

Arts & Foods ("Arti e Cibi") – Un'area tematica urbana ospitata nei locali della Triennale di Milano che voleva esplorare investigare il multiforme campo di relazione fra l'arte e l'alimentazione: dalla pittura alla scultura, dal video all'installazione, dalla fotografia alla pubblicità, dal design al cinema.
- Biodiversità dell'arte - La mostra “Il Tesoro d’Italia”, è stata una raccolta museale curata dal professore Vittorio Sgarbi, che racconta la biodiversità artistica italiana.  Sgarbi, Ambasciatore per le Belle Arti di Expo, ha riunito per la prima volta nella storia, 250 capolavori dell’arte italiana, suddivisa per regioni, dal 300 ai giorni nostri. L'esposizione si è svolta nel Padiglione Eataly, conteneva capolavori di Giotto, Tiziano, Veronese, Canaletto, Donatello, Signorelli, Vasari, Lotto, Reni, Della Robbia, Mantegna e tanti altri significativi maestri di ogni regione d'Italia. La mostra continuava all'esterno con le sculture, fino al centro del decumano con la scultura dedicata a Lucio Dalla.

Ogni giorno all'interno del sito espositivo si sono svolte diversi eventi e spettacoli, di seguito quelli giornalieri a cura dell'organizzazione:
- Parata delle mascotte - Due volte al giorno Foody e gli altri personaggi davano vita ad una parata lungo il decumano
- Cooking show - Expo Center ospitava dimostrazioni culinarie all'ora di pranzo
- Attività nel Children Park - l'area dedicata ai più piccoli organizzava giornalmente attività di animazione legate al tema dell'alimentazione
- Dj set con aperitivo - Tutte le sere all'interno dello spazio polifunzionale Rai eventi con dj internazionali
- Spettacolo al Padiglione Zero - Negli spazi del padiglione tematico prendeva vita uno show dedicato al rapporto tra Uomo e NaturaParata di Foody, insieme con la partecipazione di L'ape Maia e delle mascotte lungo il decumano

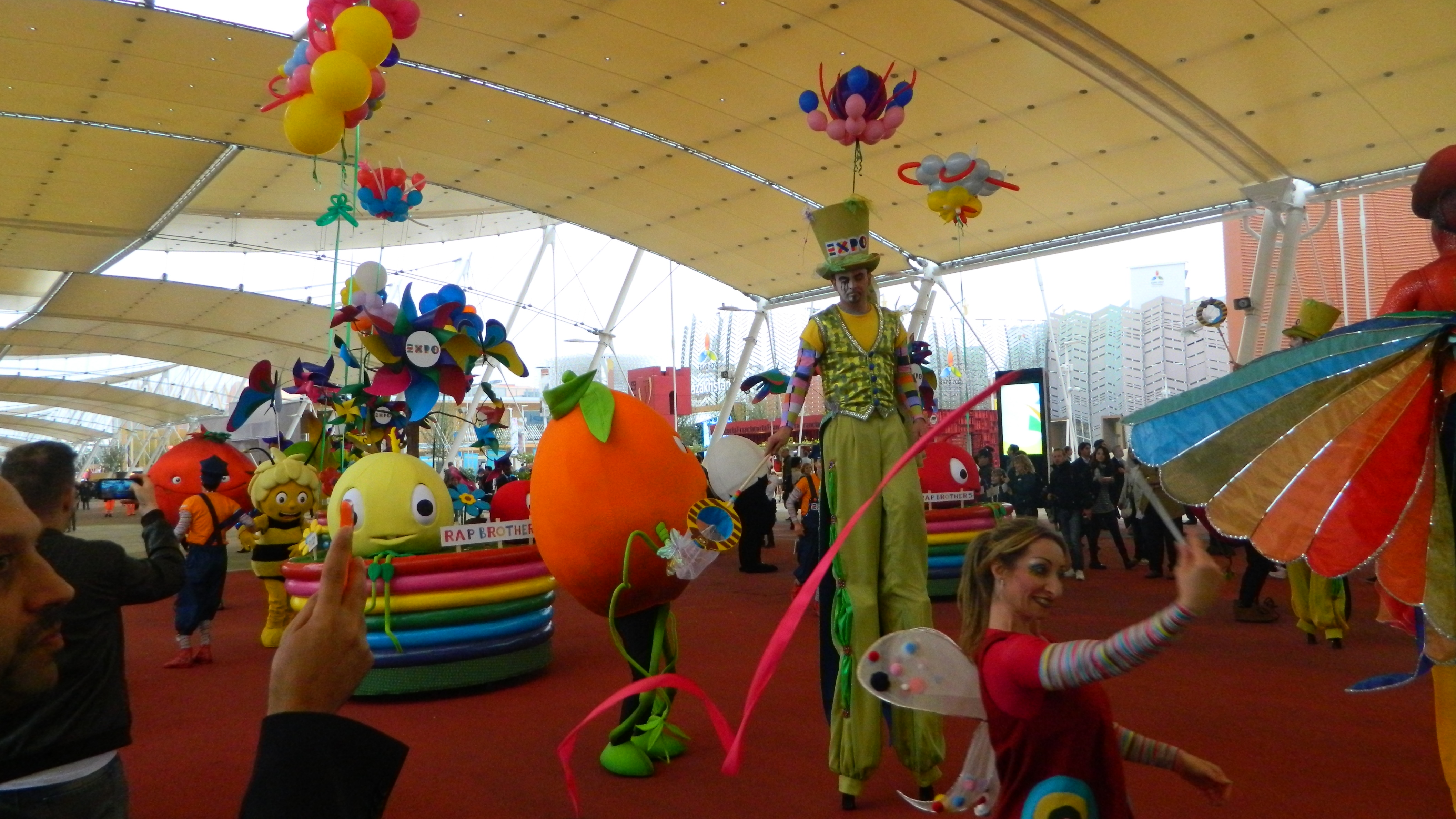
Parata di Foody, insieme con la partecipazione di L'ape Maia e delle mascotte lungo il decumano

- AllaVita! - Lo spettacolo del Cirque du Soleil, ideato in esclusiva per Expo 2015, è stato in scena tutte le sere da metà maggio tranne il lunedì e il martedì (in agosto aperto nelle ultime due date anche il martedì) fino al 30 agosto al Open Air Theatre. Complessivamente gli spettatori che hanno assistito allo show sono stati 200 000, al di sotto delle stime preliminari[25].
- Ogni ora presso la Lake Arena era previsto lo spettacolo di acqua, musica e luci dell'Albero della Vita

Al termine del periodo dedicato esclusivamente allo spettacolo Allavita!, l'Open Air Theatre veniva messo a disposizione delle delegazioni dei partecipanti e veniva utilizzato per eventi e concerti gratuiti per i possessori del biglietto di ingresso. Tra gli artisti che si sono esibiti ci sono stati i The Kolors, Francesco De Gregori ed Elisa.
Una porzione del padiglione giapponese, opera dell'architetto Atsushi Kitakawara, è attualmente esposta alla Farm Cultural Park di Favara.

## Partecipanti
A Expo 2015 furono presenti 141 partecipanti ufficiali. Nello specifico confermarono la propria presenza 137 Paesi più quattro organizzazioni internazionali: ONU, Commissione europea, Comunità Caraibica e Forum delle isole del Pacifico. L'Italia è stata conteggiata nel totale in quanto acquisì il ruolo di Paese partecipante, nonché organizzatore, con la nomina del commissario per il padiglione italiano. Sono state altresì coinvolte 10 organizzazioni della società civile e 25 aziende in veste di partecipanti non-ufficiali.
Il primo Paese a formalizzare la propria presenza alla Expo 2015 di Milano fu la Svizzera il 3 febbraio 2011, sebbene in data 8 dicembre 2008, i rappresentanti della Cina avessero già firmato un protocollo di partecipazione in virtù del criterio di reciprocità con la Expo 2010 di Shanghai. I padiglioni nazionali non sono stati finanziati necessariamente con fondi pubblici dei rispettivi paesi, ma anche da aziende e privati. L'India ha partecipato non ufficialmente con una formula non convenzionale, ovvero tramite la KIP International School, che aveva un padiglione proprio, e all'interno del Cluster del Riso, in particolare nel Padiglione del Basmati, grazie a un'iniziativa privata.
| Paesi | Paesi    | Paesi    | Paesi    |
| Americhe | Americhe | Americhe | Americhe |
| --- | -------- | -------- | -------- |
| - Argentina - Barbados - Belize - Bolivia - Brasile - Cile - Colombia - Cuba - Dominica - Ecuador - El Salvador - Grenada - Guatemala - Guyana - Haiti - Messico - Rep. Dominicana - Saint Lucia - Saint Vincent e Grenadine - Stati Uniti - Suriname - Uruguay - Venezuela |          |          |          |
| Africa |          |          |          |
| - Algeria - Angola - Benin - Burundi - Camerun - Comore - Rep. del Congo - Costa d'Avorio - Egitto - Eritrea - Etiopia - Gabon - Gambia - Ghana - Gibuti - Guinea - Guinea-Bissau - Guinea Equatoriale - Kenya - Liberia - Madagascar - Mali - Marocco - Mauritania - Mozambico - RD del Congo - Ruanda - São Tomé e Príncipe - Senegal - Sierra Leone - Somalia - Sudan - Tanzania - Togo - Tunisia - Uganda - Zambia - Zimbabwe                                                                                                  |          |          |          |
| Asia |          |          |          |
| - Afghanistan - Bahrein - Bangladesh - Birmania - Brunei - Cambogia - Cina - Corea del Nord - Corea del Sud - Emirati Arabi Uniti - Giappone - Giordania - India - Indonesia - Iran - Israele - Kazakistan - Kirghizistan - Kuwait - Laos - Libano - Maldive - Malaysia - Nepal - Oman - Palestina - Qatar - Sri Lanka - Thailandia - Timor Est - Turkmenistan - Uzbekistan - Vietnam - Yemen |          |          |          |
| Europa |          |          |          |
| - Albania - Austria - Azerbaigian - Belgio - Bielorussia - Città del Vaticano - Estonia - Francia - Germania - Grecia - Irlanda - Italia - Lituania - Malta - Moldavia - Monaco - Montenegro - Paesi Bassi - Polonia - Regno Unito - Rep. Ceca - Romania - Russia - San Marino - Serbia - Slovacchia - Slovenia - Spagna - Svizzera - Turchia - Ucraina - Ungheria |          |          |          |
| Oceania |          |          |          |
| - Isole Marshall - Isole Salomone - Kiribati - Nauru - Niue - Papua Nuova Guinea - Samoa - Tonga - Tuvalu - Vanuatu |          |          |          |
| Organizzazioni |          |          |          |
| - ONU - Commissione europea - Comunità Caraibica (CARICOM) - Forum delle isole del Pacifico |          |          |          |
| Regioni e città |          |          |          |
| - Abruzzo - Avellino - Alto Adige - Basilicata - Calabria - Campania - Emilia-Romagna - Friuli-Venezia Giulia - Lazio - Liguria - Lombardia - Marche - Molise - Piacenza - Piemonte - Puglia - Sardegna - Sicilia - Toscana - Trentino - Umbria - Valle d'Aosta - Veneto |          |          |          |
| Partecipanti non ufficiali |          |          |          |
| - ActionAid - Amity University - Andrea Bocelli Foundation - Associazione Mondiale degli Agronomi - Caritas internationalis - Cesvi/Alliance 2015 - Don Bosco Network - European School of Oncology (ESO)/Osservatorio nazionale sulla salute della donna (ONDA) - Fairtrade International - Federazione italiana dello scautismo - Fondazione Triulza - Interlife Onlus - Kip - International School - Lions Clubs International - Oxfam - Save the Children - Slow Food - Veneranda Fabbrica del Duomo - World Expo Museum - WWF |          |          |          |
| Aziende |          |          |          |
| - Alessandro Rosso - Joomoo - Alitalia Etihad - Birra Moretti - Algida - Came (azienda) - China Corporate United - Coca-Cola - Corriere della Sera - Distretti Cioccolato - Eataly - Enel - Federalimentare - Cibus è Italia - Franciacorta - Illycaffè - Intesa Sanpaolo - Ferrero - Kinder + Sport - Lindt - McDonald's - New Holland - Perugina - Technogym - TIM - USA – Food Truck Nation - Vanke |          |          |          |

Gli spazi espositivi dei partecipanti ufficiali coprivano complessivamente un'area di 170 000 m² e sono classificati in due categorie:
1. Self-Built – padiglioni costruiti in autonomia da un Paese
2. Cluster – spazi allocati a più Paesi raggruppati sotto un tema comune

### Rinunce
Tra i Paesi inizialmente previsti che poi non hanno confermato la presenza:
- Arabia Saudita
- Bulgaria[176][177]
- Croazia - ha rinunciato a causa dei costi elevati; i fondi sono stati dirottati alla ricostruzione dopo le inondazioni del maggio 2014[178]
- Lettonia - ha rinunciato per costi troppo elevati[179]
- Libia
- Ucraina - ha rinunciato per i problemi legati alla crisi di Crimea del 2014[180]

### Padiglioni nazionali ("Self-Built")

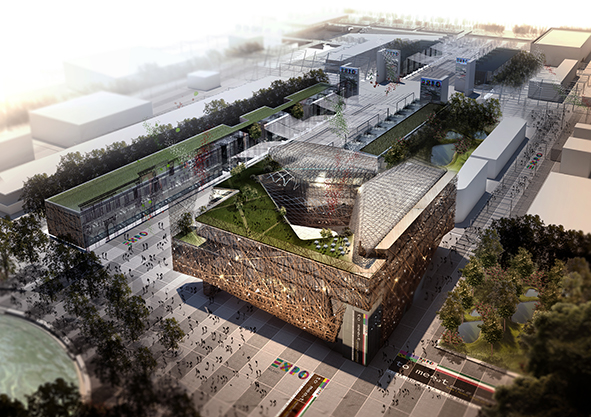
Progetto per il Palazzo Italia – Vista dall'alto

Progetto per il Padiglione Tedesco

Ognuno dei padiglioni dei Paesi espositori era affacciato sul Decumano. Tutti i partecipanti hanno dovuto attenersi a linee guida stilate dall'organizzatore che prevedono, tra le altre, almeno il 30% del lotto occupato da uno spazio aperto, un'altezza massima del padiglione di 12 metri (17 considerando manufatti architettonici), forte attenzione alla sostenibilità ed efficienza energetica e design ottimizzato per la riduzione al minimo delle code.

#### Padiglione Italia
Il Padiglione Italia comprendeva tutte le strutture espositive che si affacciano sul cardo. In particolare tutta l'area, che si estende dalla Lake Arena all'Open Air Theatre in direzione nord-sud, ospita Palazzo Italia, il padiglione dell'Unione europea, il padiglione della Regione Lombardia e una serie di edifici dedicati alle regioni e ai territori italiani, oltre che alle aziende del made in Italy.
Il simbolo di Padiglione Italia è l'Albero della vita, un'opera di 37 metri di altezza costituita da un intreccio di legno ed acciaio, le cui forme sono ispirate ad un disegno di Michelangelo. Analogamente alla torre Eiffel per l'esposizione universale del 1889 a Parigi, l'Albero della vita è inoltre un emblema dell'Expo 2015. Il suo costo di 8,3 milioni di euro è stato fonte di polemiche.

### Cluster
All'esposizione milanese i padiglioni collettivi dei Paesi partecipanti sono stati ripensati e denominati cluster, e rappresentano un vero punto di novità rispetto alle manifestazioni del passato. Tutte le Expo moderne hanno sempre organizzato padiglioni comuni per quei Paesi che non avessero avuto modo, o risorse, per allestirne uno proprio; questi spazi sono sempre stati pensati unendo gli espositori secondo una logica puramente geografica. Ad Expo 2015 sono invece state ideate nove aree, raggruppando i Paesi secondo criteri di identità tematica o di comune filiera alimentare:
- Identità tematica:

1. Agricoltura e Nutrizione nelle Zone Aride – La Sfida della Scarsità d'Acqua e dei Cambiamenti Climatici
2. Isole, Mare e Cibo
3. Bio-Mediterraneo – Salute, Bellezza e Armonia

- Filiera Alimentare:

1. Riso – Abbondanza e Sicurezza
2. Caffè – Il Motore delle Idee
3. Cacao – Il Cibo degli Dei
4. Cereali e Tuberi – Antiche e Nuove Colture
5. Frutta e verdura
6. Il Mondo delle Spezie

Il modello architettonico dei cluster prevedeva spazi espositivi individuali dedicati ai singoli Paesi organizzati intorno a un'area comune. Ciascuno dei cluster era caratterizzato da un progetto architettonico distintivo. Sei di essi si affacciavano direttamente sul decumano; tre sono collocati nell'area nord-est del sito.

### Padiglioni delle organizzazioni
Expo 2015 ha dato spazio anche ad organizzazioni internazionali, no-profit e ONLUS. Le prime sono state considerate partecipanti ufficiali:
- ONU - partecipava all'interno del sito con 18 padiglioni diffusi progettati da Architetti Senza Frontiere Italia Onlus (team PlayArchitecture, Gianmaria Sforza, Giovanni Ardovino). I padiglioni son stati pensati per essere smontabili, realizzati con materiali riciclabili.
- Unione europea - aveva uno spazio nel Padiglione Italia, proprio di fronte a Palazzo Italia
- Comunità Caraibica - partecipava all'interno del cluster Isole, mare e cibo e otto dei suoi membri erano presenti ufficialmente alla manifestazione
- Forum delle isole del Pacifico - partecipava all'interno del cluster delle spezie e nove dei suoi membri erano presenti ufficialmente alla manifestazione

Cascina Triulza, una tradizionale cascina milanese posta all'interno del sito espositivo e recuperata per l'occasione, ha accolto invece Fondazione Triulza, un network di enti ed organizzazioni nato con l'obiettivo di rappresentare la società civile all'esposizione. Altre organizzazioni hanno partecipato con padiglioni propri, tra queste la Caritas Ambrosiana e la Associazione Mondiale degli Agronomi.

### Padiglioni delle aziende
Come tradizione, Expo 2015 ha accolto anche contributi dalle aziende, in un'area dedicata da 21 000 m² posta nella zona Nord-est, in prossimità del Parco della Biodiversità e in alcuni lotti posti all'inizio del decumano, nei pressi del Padiglione Zero. Alcune aziende hanno inoltre costruito e organizzato dei padiglioni self-built, ovvero padiglioni progettati e costruiti in autonomia dalle aziende. In totale sono state 23 le aziende considerate partecipanti non ufficiali all'evento, che quindi hanno contribuito presentando un padiglione. A queste vanno aggiunte aziende partner che rivendevano prodotti ufficiali in padiglioni o corner shop: Cruciani, Excelsior Milano, OVS e Swatch.

#### Partner
Sono stati partner di Expo 2015 numerose aziende, catalogate per tipologia di partnership e contributo in termini economici all'evento. Sono state definite le seguenti tipologie:
- Official Global Partners – Le attività e i valori di queste aziende erano in linea con le tematiche scelte da Expo Milano 2015 e hanno offerto un prezioso contributo allo sviluppo del Tema. Si trattava di aziende esclusive nel loro settore a livello mondiale, che fornivano i principali servizi e tecnologie dell'evento e puntavano all'innovazione e alla sostenibilità. L'ammontare dell'investimento economico ha superato i 20 milioni di euro.
- Official Premium Partners – Queste aziende e organizzazioni erano coinvolte nella realizzazione di progetti importanti, come i padiglioni tematici, oppure offrivano competenze, prodotti e servizi fondamentali per la costruzione e il funzionamento del Sito Espositivo o per la buona riuscita dell'evento. L'investimento per queste aziende è stato superiore ai 10 milioni di euro.
- Official Partners – Queste aziende e organizzazioni hanno collaborato a progetti specifici di importanza fondamentale come i cluster e i contenuti speciali di Expo Milano 2015, oppure hanno offerto prodotti e servizi per la costruzione e il funzionamento del Sito Espositivo o per la buona riuscita dell'evento. Questi partners hanno investito almeno 3 milioni di euro nei relativi progetti.

### Premi finali
I premi ufficiali del BIE sono stati consegnati il 30 ottobre e suddivisi per dimensione del padiglione.
|                             | Sviluppo del tema  | Sviluppo del tema | Sviluppo del tema | Allestimenti interni | Allestimenti interni | Allestimenti interni | Architettura | Architettura | Architettura |
|                             |                    |                   |                   |                      |                      |                      |              |              |              |
| Padiglioni grandi ≥2000 m²  | Germania           | Angola            | Kazakistan        | Giappone             | Corea del Sud        | Russia               | Francia      | Bahrein      | Cina         |
| Padiglioni piccoli <2000 m² | Città del Vaticano | Monaco            | Irlanda           | Austria              | Iran                 | Estonia              | Regno Unito  | Cile         | Rep. Ceca    |
| Cluster                     | Algeria            | Cambogia          | Mauritania        | Montenegro           | Venezuela            | Gabon                | #N/A         | #N/A         | #N/A         |

A latere dei premi ufficiali per i padiglioni l'Istituto Nazionale di Architettura, l'Associazione Nazionale dei Costruttori Edili, il Consiglio Nazionale dei Costruttori e Federcostruzioni hanno assegnato due "Premi Architetture Expo Milano 2015" per il migliore padiglione, uno assegnato da una giuria, l'altro votato dal pubblico con consultazione online. Il primo premio è stato assegnato al padiglione del Regno Unito con menzioni per Brasile, Cile e Marocco.

## Cerimonie

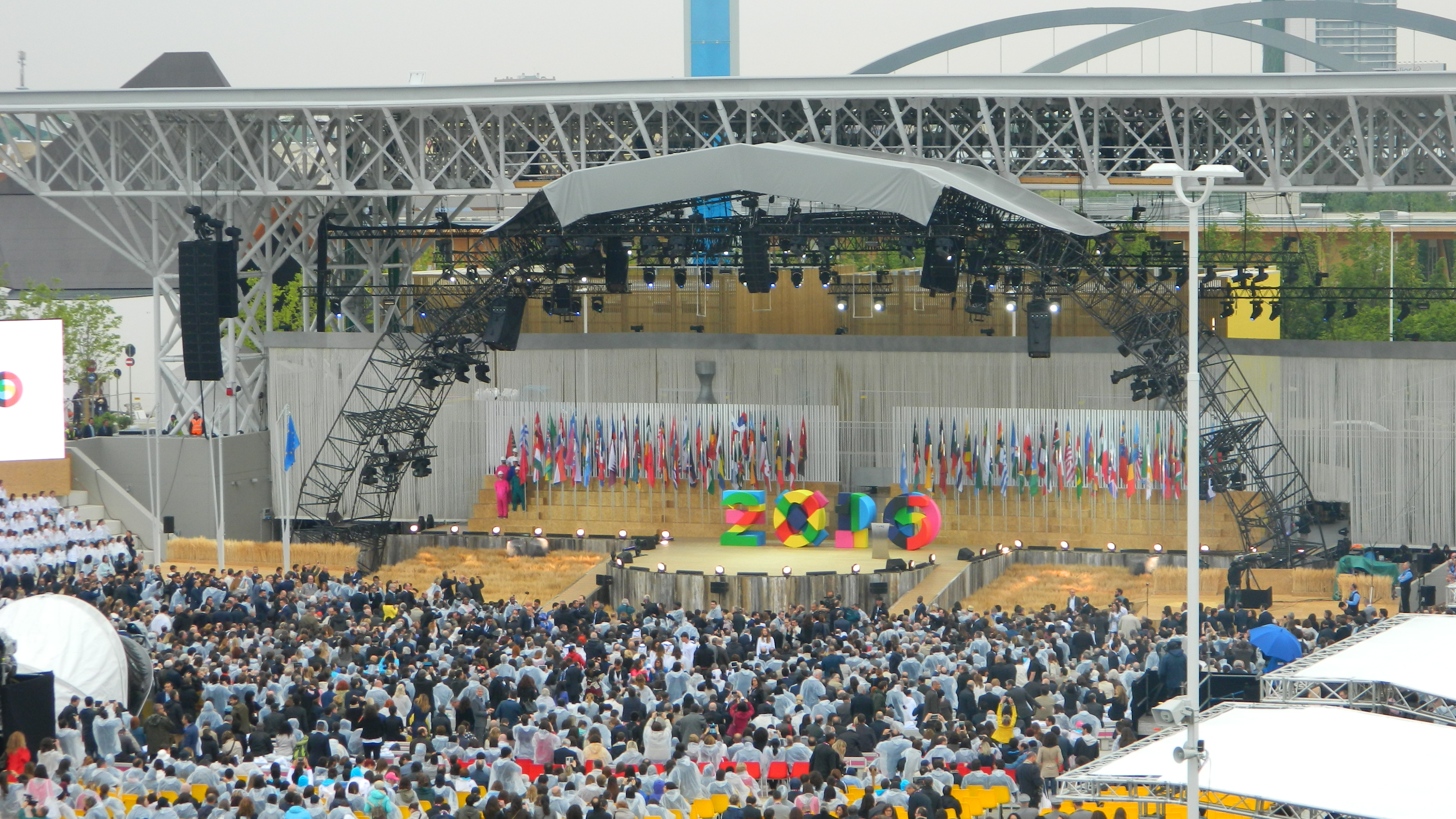
Cerimonia di apertura all'Open Air Theatre

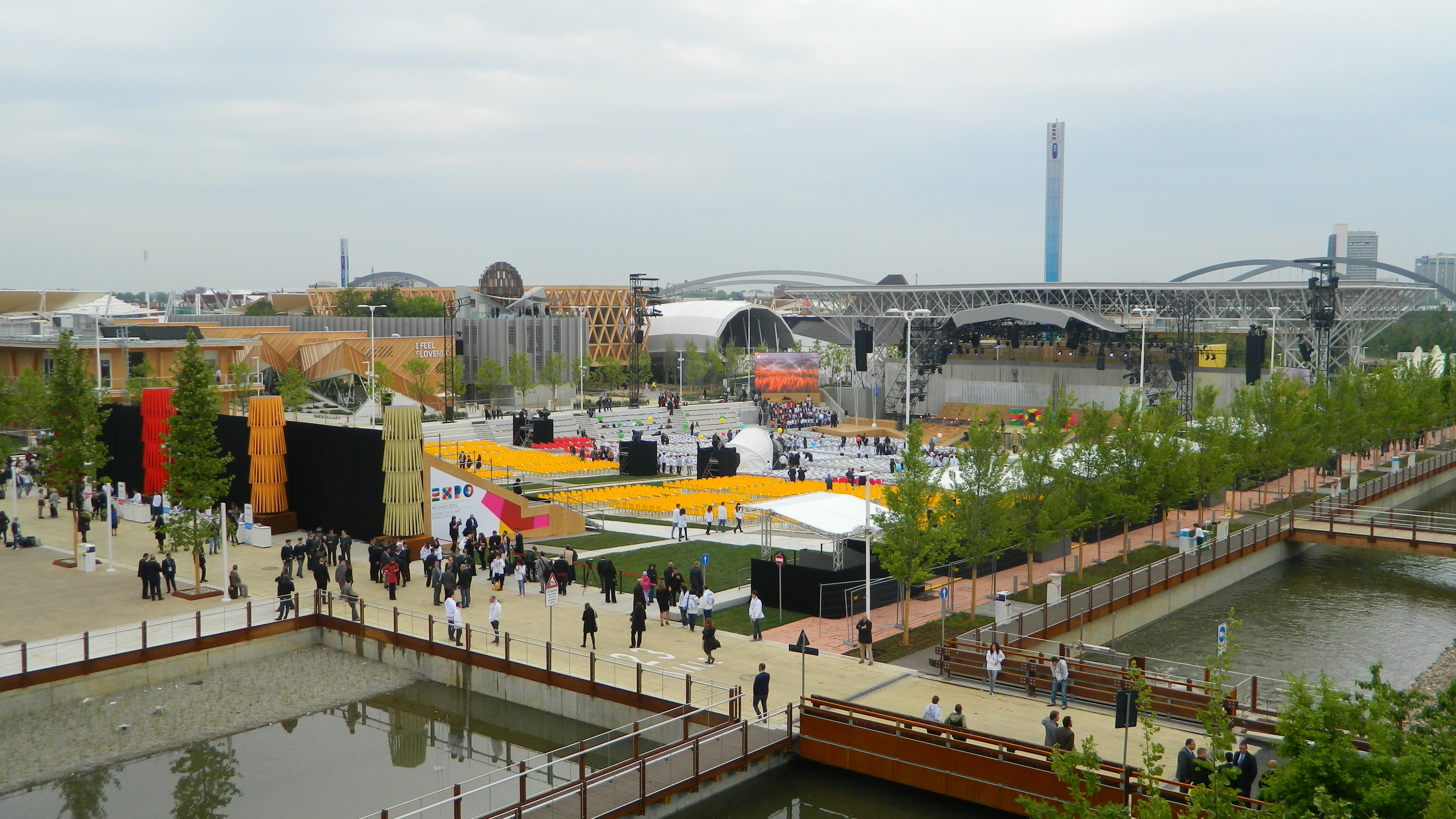
L'Open Air Theatre durante la cerimonia di apertura

### Cerimonia di apertura
La cerimonia di apertura dell'evento si è sviluppata in due parti: Andrea Bocelli è stato il protagonista, in veste di special ambassador di Expo, di un concerto di musica lirica chiamato The Opening e trasmesso la sera del 30 aprile in mondovisione da Rai 1 dalla piazza del Duomo di Milano. L'evento è stato presentato dai conduttori televisivi Paolo Bonolis e Antonella Clerici e ha visto, tra gli altri, la presenza del pianista cinese Lang Lang e del soprano tedesco Diana Damrau.
La cerimonia di apertura ufficiale si è invece tenuta il 1º maggio alle 12:00 presso l'Open Air Theatre del sito Expo per la direzione artistica di Alfredo Accatino. I discorsi inaugurali sono stati tenuti dall'amministratore delegato di Expo 2015 S.p.A. Giuseppe Sala, dal sindaco di Milano Giuliano Pisapia, dal presidente della regione Lombardia Roberto Maroni, dal presidente dell'Assemblea Generale del BIE Ferdinand Nagy e dal presidente del consiglio Matteo Renzi.
L'evento si è aperto con la parata di tutte le bandiere dei Paesi partecipanti e un discorso augurale tenuto da papa Francesco collegato in video comunicazione dalla Città del Vaticano. Erano presenti in platea il presidente emerito della Repubblica Italiana Giorgio Napolitano e l'ex sindaco della città di Milano Letizia Moratti che aveva fortemente voluto che l'Expo si tenesse a Milano vincendo poi la sfida con la città di Smirne. Ha fatto molto discutere l'esecuzione dell'inno d'Italia, eseguito dal Coro dei Piccoli Cantori di Milano contornato da una rappresentanza di bambini provenienti da scuole cittadine e da una formazione di Cori di Alpini, in quanto la strofa "siam pronti alla morte" è stata sostituita con "siam pronti alla vita", ritenuta più adatta alla manifestazione e allo scopo.
La sera si è tenuta al Teatro alla Scala, alla presenza del presidente del Consiglio, la prima rappresentazione di una nuova produzione della Turandot di Giacomo Puccini, spettacolo inaugurale della stagione Expo scaligera.

### Cerimonia di chiusura
La cerimonia di chiusura si è svolta nell'Open Air Theatre del sito Expo a partire dalle ore 17:00 del 31 ottobre 2015 per la direzione artistica di Alfredo Accatino. Sono intervenuti il sindaco di Milano Giuliano Pisapia, il presidente della regione Lombardia Roberto Maroni, il presidente del BIE Ferdinand Nagy, il presidente di Expo 2015 S.p.A e Padiglione Italia Diana Bracco, il ministro delle Politiche agricole Maurizio Martina, e il presidente della Repubblica Sergio Mattarella che ha ufficializzato la chiusura dell'esposizione. Durante la cerimonia la bandiera del BIE è stata consegnata agli organizzatori dell'Expo 2020 di Dubai.
Alla fine della cerimonia la cantante Antonella Ruggiero ha intonato Nel blu dipinto di blu di Domenico Modugno accompagnata dal Coro dei Piccoli Cantori di Milano e da uno spettacolo pirotecnico che ha coinvolto tutta l'area dell'Expo.

## Visitatori
L'obiettivo dichiarato dalla società organizzatrice era di 20 milioni di visitatori durante tutto il periodo dell'evento. A fine manifestazione sono stati registrati 22,2 milioni di ingressi, di cui 6,5 milioni di stranieri. Dalla vendita dei biglietti sono stati ricavati 421,3 milioni di euro.
Di seguito i dati sui visitatori dichiarati da Expo 2015 S.p.A.:
| Visitatori Expo 2015 | Visitatori Expo 2015 |
| Mese                 | Visitatori [milioni] |
| -------------------- | -------------------- |
| maggio               | 2,7                  |
| giugno               | 3,4                  |
| luglio               | 2,8                  |
| agosto               | 3,5                  |
| settembre            | 4,5                  |
| ottobre              | 5,3                  |
| Totale               | 22,2                 |

L'apertura del sito espositivo era dalle 10:00 alle 23:00 da lunedì a venerdì, e dalle 10:00 alle 24:00 sabato e domenica. L'orario serale ("Expo Night") era dalle ore 19:00. A causa del grande afflusso di persone, con conseguenti file ai padiglioni, registrato durante il mese di agosto, l'organizzazione estese l'orario di apertura per gli ingressi di Merlata e Roserio, dalle 9:00 per l'ingresso giornaliero e dalle 18:00 per il serale.

### Biglietti

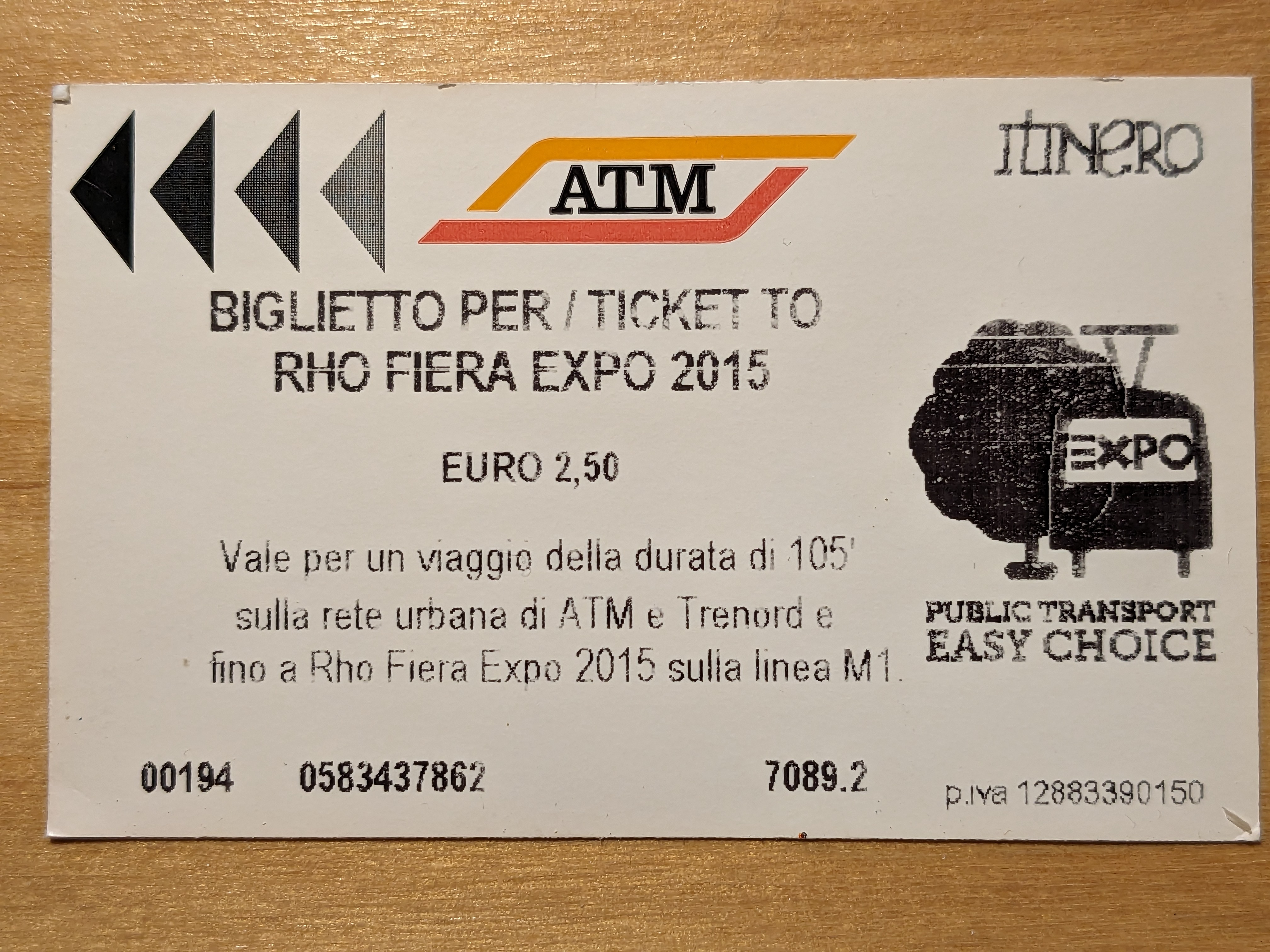
Biglietto speciale metropolitana per raggiungere l'esposizione

In totale sono stati venduti 21.476.957 titoli di ingresso con un incasso medio per biglietto di 17,4 €, per un totale di 373,7 milioni di euro di ricavi dovuti alla vendita di biglietti.
Nella tabella il prezzo dei biglietti di accesso al sito:
| Prezzo biglietti         | Prezzo biglietti      | Prezzo biglietti | Prezzo biglietti |
| Categoria                | Categoria             | Data aperta (€)  | Data fissa (€)   |
| ------------------------ | --------------------- | ---------------- | ---------------- |
| Giornaliero              | Adulto                | 39               | 34               |
| Giornaliero              | Studente (14-25 anni) | 33               | 29               |
| Giornaliero              | Senior (>65 anni)     | 28               | 24               |
| Giornaliero              | Disabile              | 20               | 17               |
| Giornaliero              | Bambino (4-13 anni)   | 16               | 16               |
| Serale (dalle ore 18)    | Serale (dalle ore 18) |                  | 5                |
| Due giorni (consecutivi) | Adulto                | 67               | 57               |
| Due giorni (consecutivi) | Studente (14-25 anni) | 58               | 49               |
| Due giorni (consecutivi) | Senior (>65 anni)     | 48               | 42               |
| Due giorni (consecutivi) | Disabile              | 36               | 31               |
| Due giorni (consecutivi) | Bambino (4-13 anni)   | 28               | 28               |
| Due giorni (abbonamento) | Adulto                | 72               | 72               |
| Due giorni (abbonamento) | Senior (>65 anni)     | 51               | 51               |
| Due giorni (abbonamento) | Disabile              | 38               | 38               |
| Due giorni (abbonamento) | Bambino (4-13 anni)   | 30               | 30               |
| Season Pass              | Adulto                | 115              | 115              |
| Season Pass              | Senior/Studente       | 89               | 89               |
| Season Pass              | Bambino/Disabile      | 57               | 57               |

## Immagine dell'Expo

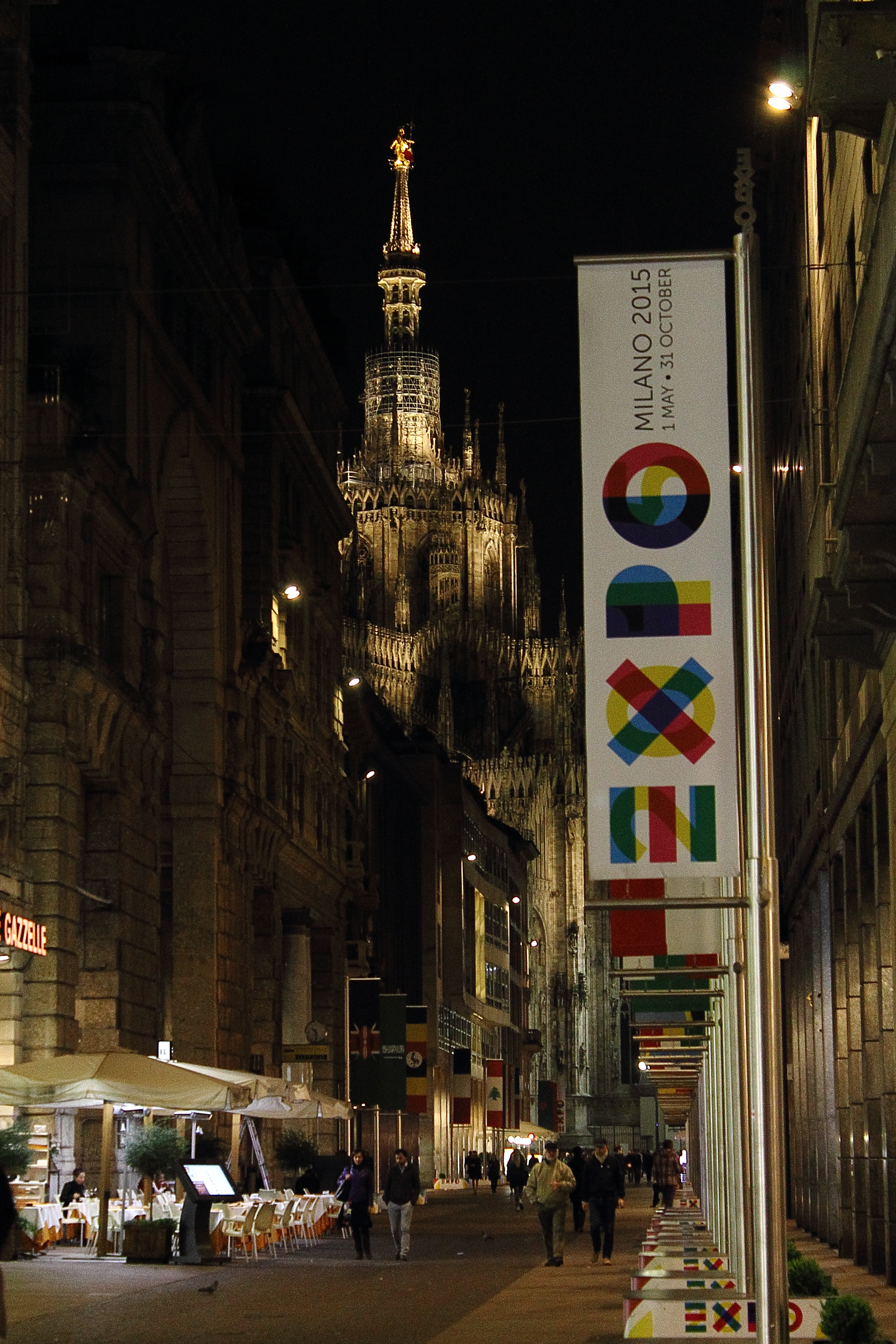
Logo di Expo 2015 in corso Vittorio Emanuele II a Milano

### Logo
Il logo dell'Expo Milano 2015 è stato il risultato di un concorso pubblico aperto a studenti laureandi e neolaureati delle facoltà di Architettura, Design e Arti, Moda, Grafica Pubblicitaria e Disegno Industriale. Una commissione giudicatrice appositamente creata selezionò e valutò le proposte; le prime due proposte sono state sottoposte a una votazione pubblica attraverso una giuria popolare. È risultata vincitrice la proposta di Andrea Puppa (scritta multicolore), che ha ottenuto 4 747 consensi, mentre quella di Alice Ferrari (uovo stilizzato) ha ottenuto 2 622 preferenze. Il logo rappresentava una scritta multicolore in cui si sovrappongono le lettere che formano la parola EXPO e le cifre che compongono l'anno 2015.
La commissione di selezione dei finalisti è stata composta da:
- Giorgio Armani, stilista, presidente della giuria
- Luisa Bocchietto, architetto
- Pierluigi Cerri, architetto
- Gillo Dorfles, critico d'arte
- Italo Lupi, architetto e designer
- Mario Piazza, docente di grafica
- Daniela Piscitelli, architetto e grafico
- Marco Pogliani, dirigente
- Giuseppe Sala, AD di Expo 2015 S.p.A.
- Andrée Ruth Shammah, regista teatrale
- Ugo Volli, semiologo
- Marco Beretta, procurement coordinator

#### Logo di candidatura

Logo di candidatura Expo Milano 2015

Il logo di candidatura dell'Expo 2015 di Milano conteneva l'uomo vitruviano di Leonardo da Vinci, simbolo dell'uomo rinascimentale che si colloca al centro delle dinamiche del Pianeta. Per aumentare il senso di unione e compattezza grafica la scritta "EXPO" era formata da due tipi di elementi visivi: lettere e figure; l'uomo vitruviano fungeva da "X" mentre la lettera "O" era rappresentata dal mondo. Circa la scelta dei caratteri tipografici, caratteri di forma antica come il Trajan (carattere ispirato alla Colonna Traiana) coesistono in sintonia con le scritte alla base in Akkurat (font moderno e minimale).

### Mascotte

Foody su un francobollo

La mascotte ufficiale di Expo 2015 è stata "Foody". Si trattava di un viso di ispirazione arcimboldesca formato da frutta e verdura. In realtà era la composizione di una famiglia di undici ortaggi. Fu presentata presso il Teatro Franco Parenti di Milano, durante una festa dedicata ai bambini che ne decisero i nomi in una votazione online.
Le mascotte di Expo 2015 sono state disegnate da Disney Italia, che si è aggiudicata la gara per lo sviluppo, la promozione e la commercializzazione della proprietà intellettuale dell'Esposizione Universale.

## Organizzazione
La gestione dell'evento fu affidata alla Expo 2015 S.p.A. (preliminarmente denominata Società di Gestione Expo Milano 2015 S.p.A. o So.Ge) partecipata da:
- Comune di Milano;
- Provincia di Milano;
- Regione Lombardia;
- Ministero dell'Economia e delle Finanze;
- Camera di Commercio di Milano.

Amministratore delegato fu Giuseppe Sala, presidente fu Diana Bracco.
Dal 2009, anno di nascita della società, al 2015, Expo 2015 è costata 2.254,7 milioni di euro, ed è stata messa in liquidazione per 2.285,4 milioni, chiudendo la gestione con un patrimonio netto pari a 30.7 milioni di euro.

### Gestione e proprietà dell'area

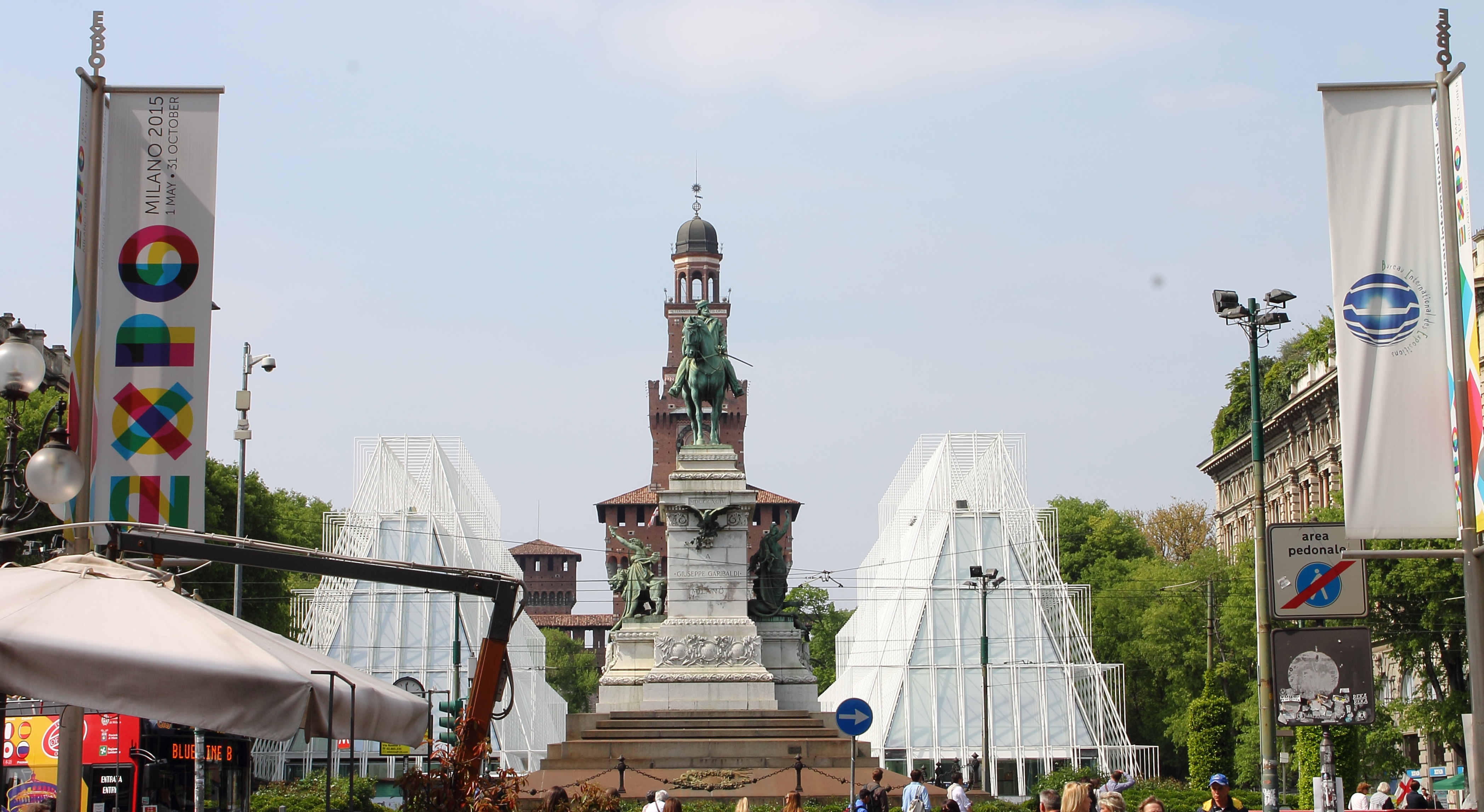
Piazza Castello

I terreni su cui è sorto il sito espositivo di Expo 2015 non erano di proprietà pubblica, ma suddivisi tra Fondazione Fiera Milano e la società Belgioiosa S.r.l. di proprietà della famiglia Cabassi. Una lunga querelle fra le istituzioni portò definitivamente alla creazione della società Arexpo S.p.A, le cui quote erano così suddivise:
- Regione Lombardia: 34,67%
- Comune di Milano: 34,67%
- Fondazione Fiera Milano: 27,66% (trasformando in quote il valore dei propri terreni)
- Provincia di Milano: 2,0%[205]
- Comune di Rho: 1%

La cessione delle aree è avvenuta da parte della già citata Belgioiosa S.r.l., dal Comune di Rho e da altri proprietari privati. Poste Italiane ha avuto un ruolo per quanto riguarda la permuta di alcune aree.
Arexpo S.p.A. si relazionava a Expo 2015 S.p.A. tramite concessione dei diritti di superficie e contributi per oneri di infrastrutturazione. La scadenza del diritto di superficie è fissata a 8 mesi dal termine dell'evento espositivo, ovvero al 30 giugno 2016.

### Comitato scientifico
Per garantire l'aderenza al tema proposto Nutrire il pianeta l'Expo si è avvalso della collaborazione di un comitato scientifico composto da numerosi membri di livello internazionale. Tra di essi:
- Per Pinstrup-Andersen, economista agrario già Direttore Generale dell'International Food Policy Reasearch Institute (IFPRI)[207];
- Francesco Salamini, professore di Tecnologie Genetiche presso l'Università statale di Milano[207];
- Gian Michele Calvi, Presidente di Eucentre (European Centre for Earthquake Engineering)[207];
- Enrico Porceddu, Professore di Genetica agraria presso l'Università della Tuscia.[207]
- Ismail Seralgedin, Direttore della Biblioteca Alessandrina[207];
- Joachim von Braun, membro del Consultative Group of International Agricultural Research (CGIAR), Professore di Economia e Politica dell'Alimentazione, già Presidente della International Association of Agricultural Economists (IAAE)[208];
- Claudia Sorlini, Professoressa di Microbiologia agricola, Preside della Facoltà di Agraria dell'Università degli studi di Milano[208];

### Sicurezza
Riguardo alla sicurezza, Expo 2015 puntava a garantire una sorveglianza dell'intera area di esposizione e delle zone limitrofe con l'utilizzo di telecamere attive ogni 40 metri, mura e reti alte 3 metri e 15 centimetri, 108 apparecchiature a raggi X, 450 archetti elettronici, 1300 poliziotti, 700 tra carabinieri e finanzieri e 600 soldati più un centinaio di droni. Il costo totale dell'operazione è stato di 7,2 milioni di euro.
L'apparato di sicurezza fu oggetto di critiche mosse attraverso alcune inchieste giornalistiche che hanno evidenziato come alcuni giornalisti siano riusciti a penetrare all'interno dei cantieri e nell'aeroporto di Milano Bresso. Le polemiche sull'efficacia dell'apparato di sorveglianza e dell'operato dell'azienda incaricata si sono sollevate soprattutto dopo la sparatoria nel Palazzo di Giustizia di Milano, dove un uomo imputato per bancarotta riuscì a entrare con un'arma e uccidere tre persone senza essere fermato ai controlli. L'azienda che si occupava della sicurezza del Tribunale era la medesima incaricata della sicurezza dell'Expo e il fatto ha generato polemiche da varie forze politiche.

### GliStati Generali
Per realizzare un contatto maggiore con le varie organizzazioni e i singoli cittadini fu scelto di organizzare speciali giornate chiamate Stati Generali Expo 2015 dove fu possibile per tutti formulare proposte. Oltre a sessioni dedicate ai giovani, alle donne e ai creativi, veniva affrontato il tema centrale dell'Expo che è Nutrire il pianeta.
L'apertura al contributo di tutti fece emergere le diverse anime della sicurezza alimentare non solo come garanzia di un livello adeguato della qualità del cibo, ma anche dell'assicurazione a tutti gli abitanti del pianeta una quantità sufficiente di cibo.

## Vicende giudiziarie
L'organizzazione dell'evento è stata caratterizzata anche da vicende giudiziarie legate a reati quali associazione a delinquere, turbativa d'asta e truffa, nelle quali sono stati coinvolti i vertici di Infrastrutture Lombarde e di Mantovani S.p.A., assegnataria di numerose opere pubbliche sul territorio lombardo. Sono stati inoltre contestati reati contro la pubblica amministrazione al General Manager di Expo 2015 S.p.A. Angelo Paris e a numerosi esponenti politici, tra i quali il presidente della regione Roberto Maroni, ma le vicende in questione non sono ancora giunte a conclusione.
Gli appalti per la realizzazione dell'esposizione sono stati inoltre oggetto di un'indagine anticorruzione della magistratura milanese, la quale ha condotto a numerosi arresti ed all'affidamento della sorveglianza degli stessi al commissario governativo Raffaele Cantone, presidente dell'Autorità nazionale anticorruzione.
Il 29 maggio 2015 Diana Bracco è stata indagata, per un'indagine riferita alla sua azienda, con l'accusa di emissione di fatture per operazioni inesistenti e appropriazione indebita nell'ambito di un'inchiesta della Procura di Milano. Il sindaco di Milano Giuliano Pisapia, in merito a questa vicenda, dichiarò che «potrebbe esserci un danno di immagine grave».

## Critiche e polemiche sulla realizzazione

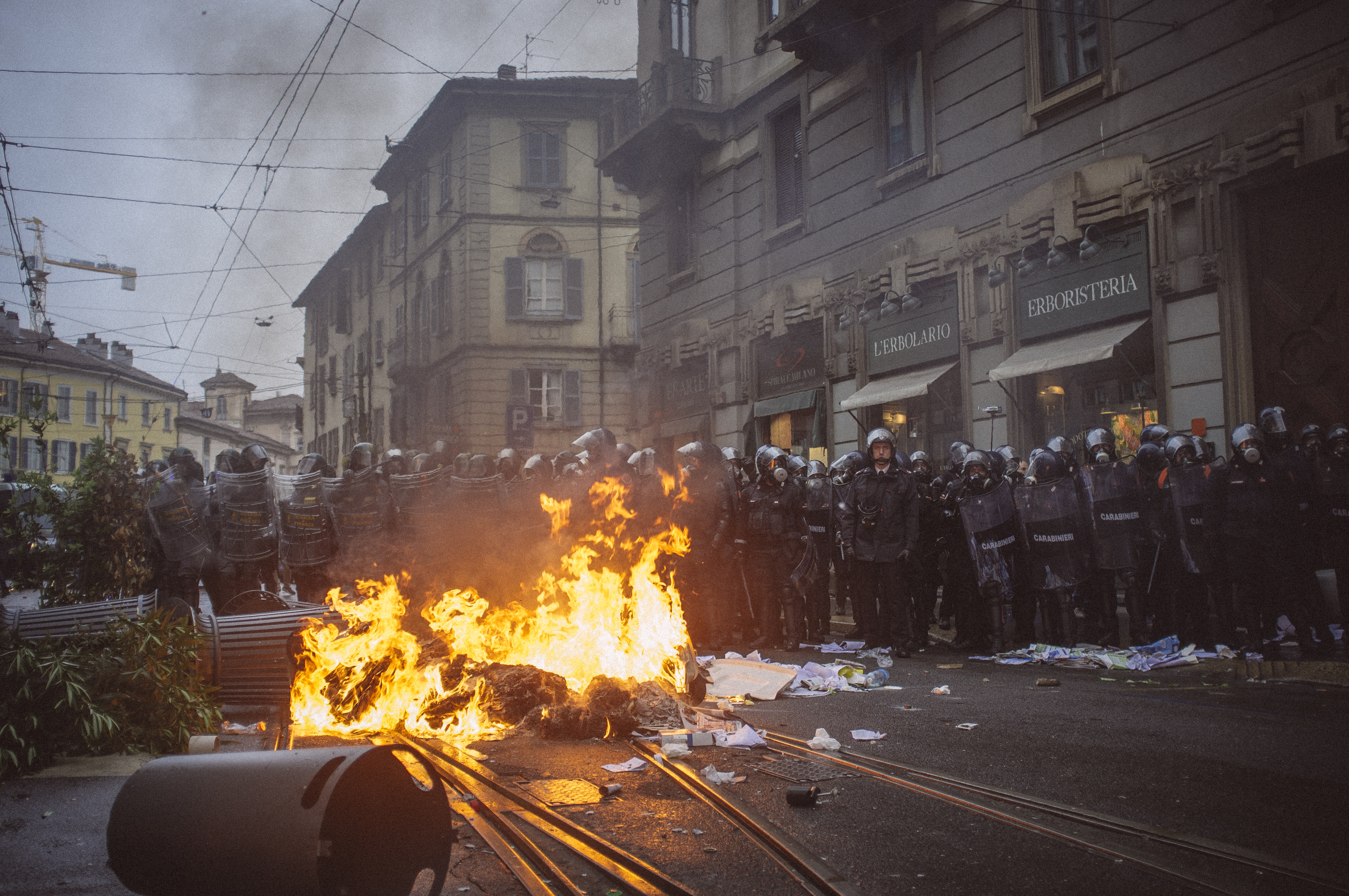
Manifestazione No Expo in corso Magenta il 1º maggio 2015.

Critiche e proteste sono arrivate da parte di testate giornalistiche e di comitati vari contrari alla realizzazione dell'Expo in merito alla gestione dell'evento e ad alcune questioni inerenti ad esso, come la presenza di alcune multinazionali come sponsor ufficiali, la presenza dell'attivista indiana Vandana Shiva, la scarsità o l'inesattezza dei contenuti, la vicenda dei posti di lavoro rifiutati da parte di numerosi giovani che avevano inviato la propria candidatura per lavorare all'Expo, a causa delle cattive condizioni di lavoro proposte dalle agenzie interinali e le speculazioni su ipotetici collegamenti tra organizzazioni mafiose e vertici politici incaricati della gestione dell'evento.

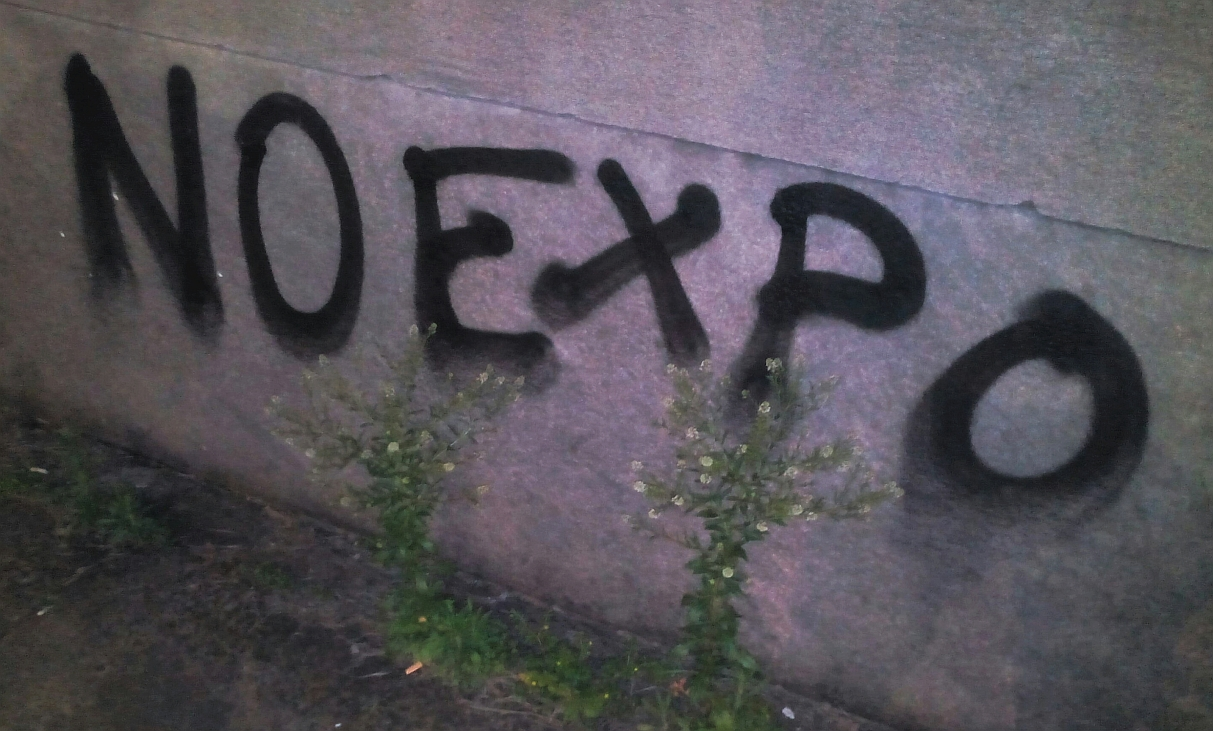
NO EXPO: graffito a Torino

Le critiche al progetto Expo e alla sua realizzazione hanno trovato espressione nel comitato No Expo la cui marcia di protesta del 1º maggio 2015 a Milano (primo giorno di apertura al pubblico dell'esposizione) ha dato luogo a incidenti e danneggiamenti di auto e vetrine.
Altre polemiche hanno interessato la gestione delle assunzioni dei lavoratori, affidati ad una agenzia di lavoro, per asserite irregolarità nei contratti di lavoro e del livello delle retribuzioni. Tali polemiche si sono accentuate quando ad un mese dall'inizio Expo 2015 ha sciolto il rapporto con la società ManPower che a sua volta non ha rinnovato il contratto con i dipendenti. Tra i protagonisti delle polemiche due rapper che hanno preso sul punto una dura posizione.
Una forte preoccupazione è stata espressa per le migliaia di lavoratori che sono rimasti disoccupati con la fine dell'attività espositiva. Le critiche erano dovute soprattutto per il fatto che le pubbliche autorità non avevano annunciato nessun piano di riqualificazione né indicato nessuno sbocco occupazionale.
Secondo il Corriere della Sera i lavoratori interessati sono 20.000, in maggioranza donne. Il 41% ha la laurea.
Altre polemiche sono nate dal fatto che il sistema di affidamento del lavoro in somministrazione ha fatto sì che gruppi di lavoratori non avrebbero ricevuto le paghe del lavoro svolto.
Il Professore Vittorio Sgarbi, Ambasciatore per le Belle Arti di Expo, ha acceso la polemica concernente il prestito dei Bronzi di Riace all'Expo 2015 per la mostra "Il Tesoro d'Italia". Al diniego dei responsabili del Museo nazionale della Magna Grecia di Reggio Calabria, basato su un pregresso parere di intrasportabilità valutato dall'Istituto superiore per la conservazione ed il restauro e dalla Soprintendenza per i Beni Archeologici della Calabria, Sgarbi ha dichiarato che le due statue sono «ostaggio della 'ndrangheta» e del «pregiudizio che siano inamovibili», aggiungendo che «non c'è nulla di più movibile dei bronzi». Al fine di ottenere le statue, Vittorio Sgarbi e il Presidente della Regione Lombardia Maroni, si sono rivolti al ministro per i Beni Culturali Dario Franceschini, chiedendone l'intervento. La commissione ministeriale, presieduta dall'archeologo Giuliano Volpe dell'Università degli studi di Foggia, ha sconfessato le tesi di Sgarbi, ribadendo l'intrasportabilità delle opere, e tale parere venne accolto dal ministro Franceschini, mettendo fine alla polemica.  

### Le controversie sull'affluenza
Una vivace controversia sui numeri ufficiali dell'affluenza è nata nel luglio 2015 su alcuni media che affermavano che il numero dei visitatori fosse in calo, le affermazioni venivano contestate dalla direzione dell'esposizione mentre la stampa sosteneva che i numeri fossero falsati da omaggi di biglietti serali riservati a chi usufruisse del parcheggio a pagamento, nonché a pensionati e ad altri cittadini con reddito inferiore a diecimila euro e da 3 milioni di tagliandi preacquistati dalla Alessandro Rosso Group, reimmessi a metà prezzo sul mercato in concorrenza con le biglietterie ufficiali.

## Peculiarità gastronomiche
- Il 29 ottobre 2015 la Coldiretti ha preparato un panino ai salumi lungo 3 metri e pesante 150 kg. Il panino è stato definito il più grande panino a denominazione di origine protetta al mondo[248].
- Presso il padiglione dello Zimbabwe, nel cluster Cereali e tuberi, sono stati messi in vendita per alcuni periodi durante l'esposizione, hamburger a base di carne di coccodrillo, zebra e pitone, rispettivamente denominati crocoburger, zebraburger e savanaburger.[249][250]
- Presso il padiglione del Giappone, in deroga alle regolamentazioni europee e in via del tutto eccezionale solamente per il periodo di Expo 2015, è stato possibile assaggiare il sashimi di pesce palla (fugu).[251]
- All'interno del Future Food District si è svolta per la prima volta in Italia una degustazione a base di insetti[252], in attesa della liberazione alla vendita di questo tipo di cibo in Europa. Confezioni di insetti in scatola, molto comuni nel sud-est asiatico, ma ancora vietate all'interno del territorio dell'Unione europea erano in mostra durante tutta la manifestazione all'interno del FFD.
- Il 20 giugno è stato battuto il record della pizza più lunga al mondo, lunga 1.595,45 metri e del peso di circa 5 tonnellate.[253]

## Eventi
L'evento è stato anche ricordato con una moneta da due euro commemorativa. Durante la manifestazione sono stati organizzati i Mondiali di Expo, un campionato di calcetto a squadre miste composte dai lavoratori dei singoli padiglioni o cluster.